# Digital Cleanup Day

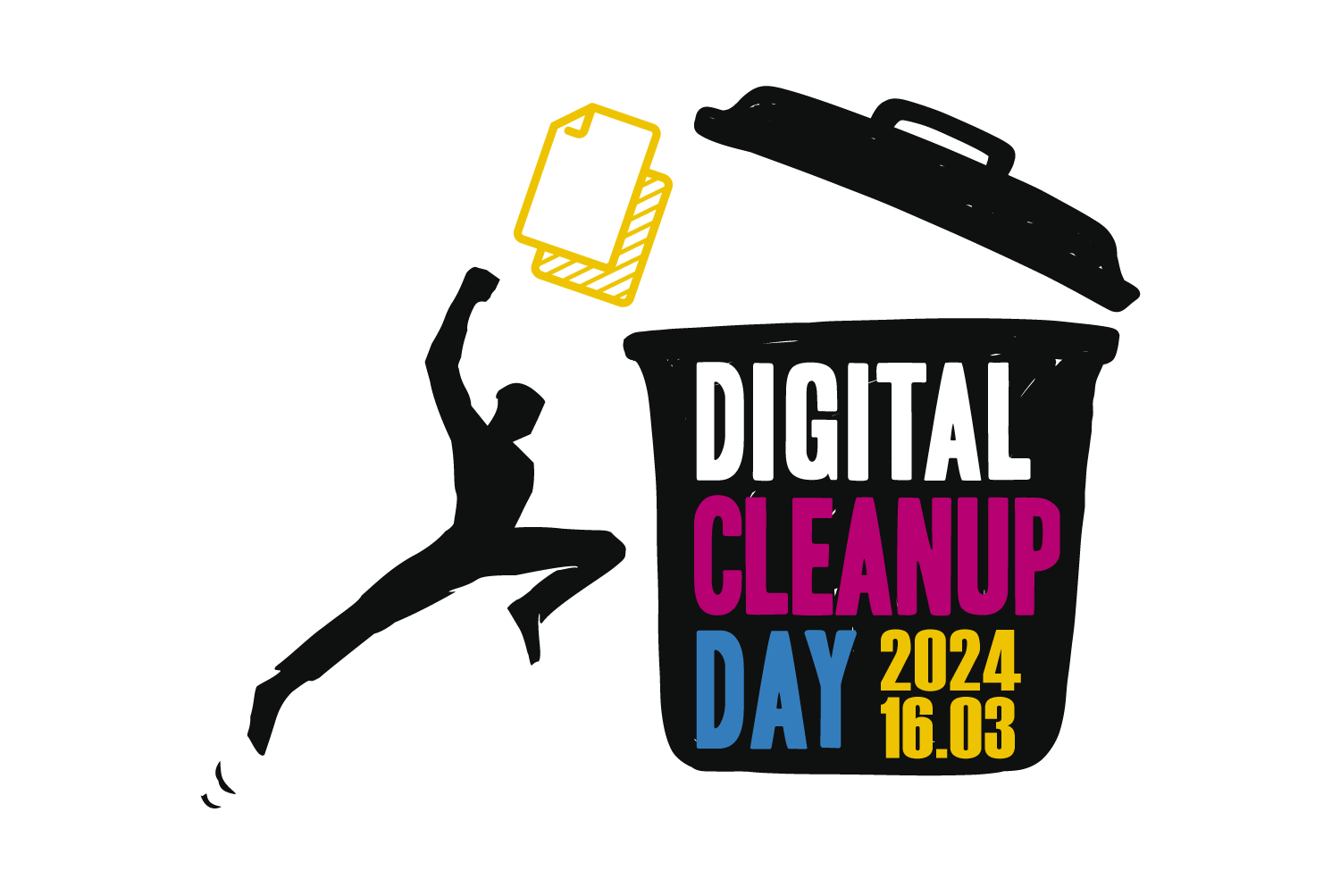
Logo des Digital Cleanup Day 2024

Der Digital Cleanup Day ist ein Aktionstag mit dem Ziel, auf den individuellen digitalen ökologischen Fußabdruck und die damit verbundenen Umweltauswirkungen aufmerksam zu machen. Er findet weltweit jährlich am dritten Samstag im März statt und dient als Aufruf, unnötige digitale Daten zu löschen und virtuelle Arbeitsabläufe effizienter zu gestalten. 

## Geschichte
Im September 2020 wurde der Aktionstag zunächst unter dem Namen Cyber World CleanUp Day von der Denkfabrik Institut du Numérique Responsable und der Nichtregierungsorganisation World Cleanup Day France (WCD) in Frankreich ins Leben gerufen. Ziel war es, ein Bewusstsein für die Umweltauswirkungen der digitalen Industrie zu schaffen.
Seit 2021 ist der Aktionstag offizielles Projekt der globalen Bürgerorganisation Let’s Do It World, die dafür den dritten Samstag im März als feststehenden Termin festlegte. Seit 2023 trägt er seinen heutigen Namen Digital Cleanup Day.

## Problem
Wie es auf der offiziellen Website des Digital Cleanup Day heißt, übertreffe „die jährliche Emission von 900 Millionen Tonnen CO2 durch digitale Daten […] sogar den Jahresausstoß von Ländern wie Deutschland“. Allein das Videostreaming von durchschnittlich zwei Stunden pro Tag verursache den gleichen Energieverbrauch wie eine Fahrt von acht Kilometern mit dem Elektroroller.
Da ein Großteil dieser Energie außerhalb des eigenen Haushalts in internationalen Rechenzentren aufgebracht wird, sind Klima- und Umweltschäden kaum sichtbar. Die ständige Bereithaltung ungenutzter digitaler Daten nimmt unnötig Zeit und Ressourcen in Anspruch. Backups und Sicherung dieser Daten führen zur Belastung von Servern und begünstigen Sicherheitsrisiken.

## Lösungsvorschläge
Der Branchenverband der deutschen Informations- und Telekommunikationsbranche Bitkom ruft zu dem Aktionstag auf und rät, ungenutzte Apps oder Programme auf Smartphone und PC zu löschen, veraltete oder doppelt gespeicherte Dokumente zu prüfen und zu löschen sowie überflüssige Chatverläufe aus Messenger-Apps zu entfernen. In der Cloud gespeicherte Fotos und Videos sowie E-Mails müssen von rund um die Uhr laufenden Rechenzentren und Cloud-Diensten abrufbar gehalten werden und verursachen damit hohe Stromkosten. Da von den täglich versendeten 281 Milliarden E-Mails 20 % noch nicht einmal geöffnet werden, sei es ratsam, sich von ungenutzten Newslettern und Mailinglisten abzumelden. Das Deaktivieren der Funktion Autoplay bei Videos und Streams und eine Verringerung der Wiedergabequalität sowie das Reduzieren der Bildschirmhelligkeit und das Ausschalten von Geräten anstelle des Standby-Modus helfen ebenfalls Strom und damit Emissionen einzusparen.